# Amman (functie)
De amman (Latijn: ammanus, praetor urbanus) was een gezagsdrager met bestuurlijke en gerechtelijke taken in het historische hertogdom Brabant. In het Duitse rijk, waartoe Brabant behoorde, sprak men van een ambtman. In het graafschap Vlaanderen was het erfachtig ammanschap ook synoniem voor ambachtsheer. De functie verschilde inhoudelijk en formeel sterk naar plaats en tijd.

## Brussel
In Brussel is voor het eerst sprake van een amman rond 1125. Zijn verschijning was het gevolg van een reorganisatie onder hertog Hendrik I van Brabant, die zes bestuurlijke districten creëerde, waaronder de ammanie Brussel. De amman stond in voor de ordehandhaving namens de hertog, in het bijzonder voor de hoge justitie. Hij trad op naast de burggraaf, een machtige hertogelijke beambte die voor het leven was benoemd en die de functie vaak binnen de familie kon houden. Het mandaat van de amman was in de tijd beperkt en hij kon door de hertog worden afgezet. Vaak werd hij buiten Brussel gerekruteerd. Geleidelijk nam hij burggrafelijke bevoegdheden over en groeide hij uit tot de hoogste gezagsdrager. Hij usurpeerde het voorzitterschap van de schepenbank van Ukkel en wordt vermeld in de Stadskeure van Brussel uit 1229. Vanaf het midden van de 13e eeuw zat hij ook de Brusselse schepenbank voor. Voor zijn politionele bevoegdheden beschikte de amman over sergeanten en soldaten, maar veel werd gedaan door de corporaties. Hij hield toezicht op markten en hertogelijke ordonnanties. In 1291 verkregen de amman en schepenen het privilege om zelf wetgevende ordonnanties uit te vaardigen. Hij kondigde ook de mobilisatie van het hertogelijke leger af in zijn gebied.
Omdat de amman in wezen een hertogelijke bevoegdheid waarnam, werd hij door de hertog van Brabant zelf benoemd. Dit werd vervolgens in een oorkonde bevestigd door de kanselier van Brabant. De amman van Brussel stond in de juridische hiërarchie op gelijke voet met de drossaard van Brabant, de hoofdmeier van Leuven en de hoofdschouten van Antwerpen en 's-Hertogenbosch. In het graafschap Vlaanderen is zijn ambt te vergelijken met de grootbaljuws.
De amman stond boven de rechtspraak waargenomen door de plaatselijke schepenbanken en zelfs hun hoofdbanken. Hij was tevens bevoegd over het beheer van de hertogelijke gevangenissen (de Vroente, Steenpoort en Treurenberg). Hij diende in het bijzonder op te treden bij grote financiële delicten en bij de uitvoering van lijf- en doodstraffen.
Als teken van zijn waardigheid droeg de amman een witte staf van zes voet lang. Dit was meteen ook een controlemiddel van het maatwezen.
Binnen de stad Brussel werd hij voor politionele taken bijgestaan door zes knapen (gezworen knapen genoemd, of Ammans cnaepen). In het Landcharter van Brabant worden hem 5 knapen tors (te paard) en 10 te voet toegekend. Daarnaast was hij in de stad Brussel ook bevoegd voor de registratie van de poorters.
Ten tijde van hertog Jan IV van Brabant werd het ambt van luitenant-amman in het leven geroepen (1421/1422). Dit was een stadhouder, die over alle bevoegdheden van de amman beschikte wanneer deze om een of andere reden onbeschikbaar was. De uitoefening van dit aantrekkelijk (in wezen inhoudsloze, maar politiek zeer invloedrijk) ambt was bijzonder gewild onder leden van het stedelijk patriciaat en de adel. Het ammanschap werd veelal waargenomen door een persoon voorgedragen uit de kringen rond de hertog; vanaf de 15e-16e eeuw vrijwel altijd door iemand uit de Geslachten van Brussel.
De functie bleef bestaan tot in de 18e eeuw. De rekeningen van de ammanie zijn bewaard voor de periode 1403-1788.

### Ammanie van Brussel
Het rechtsgebied van de Brusselse amman strekte zich uit over de stad Brussel, de vrijheid van Brussel en de meierijen Asse, Kampenhout, Kapelle-op-den-Bos, Merchtem, Sint-Genesius-Rode en Vilvoorde.
Aan de Grote Markt staat nog steeds het Huis van de Amman dat als publiek kantoor diende ("de Sterre", hoek Karel Bulsstraat, afgebroken en gewijzigd weer opgebouwd). Het woonverblijf van de amman was daartegenover gelegen ("Ammanskamerke", hoek Haringstraat). 

### Lijst van ammans van Brussel[3]
| Datum | Amman              | Opmerking |
| ----- | ------------------ | --------- |
| 1125  | Ascelijn           |           |
| 1133  | Walter de Anselier |           |
| 1134  | Franc              | minister  |
| 1179  | Walter             | praeco    |

| Datum               | Amman                                                                 | Opmerking                   |
| ------------------- | --------------------------------------------------------------------- | --------------------------- |
| 1201,1209,1212,1213 | Hendrik                                                               |                             |
| 1224 tot 1226       | Gregoire                                                              | ridder                      |
| 1220                | Lodewijk                                                              | avoué van Leefdaal          |
| 1227 tot 1231       | Gregoire                                                              | ridder                      |
| 1234 tot 1235       | Hendrik                                                               | ridder                      |
| 1240 tot 1244       | Hendrik van Leefdaal                                                  | ridder                      |
| 1245 tot 1247       | Hendrik Grols                                                         |                             |
| 1249                | Hendrik van Leefdaal                                                  | ridder                      |
| 1269                | Godfried de Poirtere                                                  |                             |
| 1271 tot 1277       | Godfried van de Paeyhuysen                                            |                             |
| 1279                | Jan Lose                                                              |                             |
| 1282 en 1286        | Hendrik Lenken                                                        |                             |
| 1288                | Arnoul d'Yssche                                                       | ridder                      |
| 1289                | Walter van Coeckelberghe                                              | ridder                      |
| 1294                | Vandenpechove                                                         |                             |
| 1295                | Ada                                                                   |                             |
| 1297                | Libert de Trajecto                                                    | (de Trajecto = van Tricht?) |
| 1300                | Guillaume Pipenpoy                                                    |                             |
| 1301                | Jean Van der Eycken (latijn de quercu); sire Walter Pipenpoy, ridder; |                             |
| 1304-1305           | Hendrik van Huldenberg                                                |                             |
| 1306                | Walter de Houte                                                       |                             |
| 1309                | Jacques d'Yssche                                                      |                             |
| 1310                | Jean van Aelst                                                        |                             |
| 1311                | Jean van Liedekerk                                                    |                             |
| 1313                | Jean van Verteyke                                                     |                             |
| 1315-1316           | René van Ledeberg                                                     |                             |
| 1316                | Roger de Leefdael                                                     |                             |
| 1317-1321           | Rudolf Pipenpoy                                                       | sire van Blaesvelt          |
| 1323                | Olivier van Binchem; Louis van Lyminghen                              |                             |
| 1324                | Jean Bruyn van Crainhem                                               |                             |
| 1326                | Jean van Erps                                                         |                             |
| 1366                | Jan van Redelgem                                                      | ridder, gesneuveld in 1371  |

- Jan van Ophem (1379-1388)
- Klaas I van Sint-Goericx (1389-1405)
- Jan III van Grimbergen (1405-1406)
- Wouter van den Heetvelde (1406-1406)
- Jan Taye van Elewijt (1419-1420)
- Wouter Pipenpoy (1425-1429)
- Hendrik Taye (1429-1430)
- Jan van Edingen-Kestergat (1430-1461)
- Antoon Thonijs (1461-1465)[4]
- Lodewijk I van Edingen-Kestergat (1465-1473)
- Jan V Bernage (1473-1476)
- Lodewijk I van Edingen-Kestergat (1476-1477)
- Willem Estor (1477-1488)
- Filip van Wittem (1488-
- Willem Estor
- Jan Cotereau (1505-1506)

## Antwerpen
De hertogelijke officieren in Antwerpen waren de schout, de onderschout en de amman. In de 16e eeuw was Antwerpen een van de belangrijkste centra van de wereldeconomie, een snel groeiende en levendige metropool die zijn rijkdom baseerde op internationale handel, bankieren en communicatie, vooral tijdens het bewind van de Habsburgse keizer Karel V die regeerde over "een rijk waar de zon nooit onderging". Ook tijdens de Gouden Eeuw die volgde, waar Amsterdam de centrale rol van Antwerpen in de wereldeconomie overnam, bleef Antwerpen een belangrijk internationaal knooppunt, met name in de luxehandel. In deze context werd een bijzondere instelling ontwikkeld in Antwerpen, de Insolvente Boedelskamer. Om de belangen van schuldeisers of cliënten te beschermen, gaf de gemeenteraad Antwerpen een verordening uit dat vanaf 1518 alle bezittingen en alle papieren, correspondentie en archieven van zogenaamde insolvente of failliete personen en van bedrijven moesten worden geconfisqueerd door de amman. De boedels werden door de amman afgewikkeld.

## Mechelen
In Mechelen was de hoogste hertogelijke gezagsdrager de schout en fungeerde de amman als een soort gerechtsbode en gerechtsdeurwaarder.

## Graafschap Vlaanderen
De amman of ambachtsheer had bestuurlijke, rechterlijke en financiële bevoegdheden. Zijn functie was verbonden aan een 'ambacht', wat een andere gebiedsomschrijving was dan een heerlijkheid. Het ammanschap was een ondergeschikte functie tegenover ruimere organisaties, zoals bijvoorbeeld het Brugse Vrije. De amman zorgde voor het omroepen van bekendmakingen namens het algemeen bestuur en hij kreeg een deel van de boeten en belastingen.

## Trivia
- De amman is misschien terug te vinden in de familienamen Amman, Dammans en Damman (zie Els Amman).